# 治療標的データベース
治療標的データベース（英: Therapeutic Target Database、TTD）は、中国浙江大学のInnovative Drug Research and Bioinformatics Group (IDRB)とシンガポール国立大学のBioinformatics and Drug Design Groupによって構築された医薬品および医療関連のリポジトリである。これは、既知および探索された治療上のタンパク質や核酸の標的、標的疾患、経路情報、およびこれらの標的に対応する薬物に関する情報を提供する。標的機能、配列、立体構造、リガンド結合特性、酵素の命名法と薬物構造、治療クラス、および臨床開発状況などの詳細な知識が得られる。TTDは、http://db.idrblab.net/ttd/ からログイン不要で自由にアクセスできる。

## TTDデータベースの統計
このデータベースには現在、3,419の治療標的（成功461件、臨床試験1,191件、特許207件、研究標的1,560件）と37,316の薬物（承認2,649件、臨床試験9,465件、特許5,059件、実験薬20,143件）が登録されている。TTDの標的と薬物は、それぞれ583のタンパク質生化学クラスと958の薬物治療クラスをカバーしている。TTDでは、WHOが発表している国際疾病分類（ICD-11）の最新版コードを採用しており、疾患/疾患分類の明確な定義を容易にしている。

## 一次治療ターゲットバリデーション
ターゲットバリデーション（英: target validation、TV）では通常、標的が疾患関連の細胞／組織で発現していること、生化学的アッセイにおいて十分な効力を持つ薬物または薬物様分子によって直接修飾できること、および細胞や動物モデルにおいて標的修飾が関連する疾患の表現型を改善していることを決定する必要がある。そのためTTDでは、3種類のターゲットバリデーションデータを収集する。
- 一次標的または複数の標的に対する薬物の実験的に決定された効力[8]。
- 一次標的または複数の標的に関連する疾患モデル（細胞株、ex-vivo、in-vivoモデル）に対する薬物の明らかな効力または効果[10]。
- 標的ノックアウト、ノックダウン、RNA干渉、遺伝子導入、抗体またはアンチセンス処理されたin-vivoモデルの観察された効果[9]。

## 標的の変異と発現プロファイル
標的治療薬の発見、調査、および臨床モニタリングに多大な努力がなされてきた。これらの活動は、治療標的の遺伝的、プロテオミクス的、相互作用的および他の側面への簡便なアクセスによって促進されうる。関連データはTTDで提供されている。
- 83の標的および104の標的／薬物調節遺伝子における2,000の薬物耐性変異[16]。
- 疾患に関連する薬物標的組織[17]と非標的組織における758の標的の差次的発現プロファイル[18]。
- 1,764個の薬物の1,008個の標的の組み合わせと[19]、664個のマルチターゲット薬物の1,604個の標的の組み合わせ[20]。

## 臨床試験と特許保護標的
タンパク質、核酸、その他の分子実体が治療標的として探索されており、その数は数百にのぼり、承認された医薬品、臨床試験薬、特許を取得した薬物の標的となっている。これらの標的とそれに対応する薬物、特に臨床用途、治験、特許取得済みの薬物についての知識は、創薬を促進するのに非常に有用である。提供されたTTDの最新版は次のとおりである。
- 臨床試験薬とその標的[23]、およびそれらの構造と実験活性値[24]。
- 特許取得済みの薬物とその標的[25]、およびそれらの構造および実験的活性値[26]。

## 標的制御因子とシグナル伝達経路
治療標的や初期薬物候補に関する知識は、創薬の改善に役立つ。特に、標的制御因子や関連するシグナル伝達経路のデータは、創薬可能性、システム薬理学、新規トレンド、分子的展望、および創薬ツールの開発などの研究を容易にすることができる。このような情報を提供するために、TTDでは、いくつかの輸送体のデータベースを提供している。
- 標的制御マイクロRNA[32]や転写因子[33]、標的相互作用タンパク質[34]。
- 複数の経路データベースによって完全に参照される包括的な標的-経路ペア[35][36]。
- これらの経路エントリとクロスリンクされた複数の標的と薬物への簡便なアクセス[30]。